# Hendzser piramisa

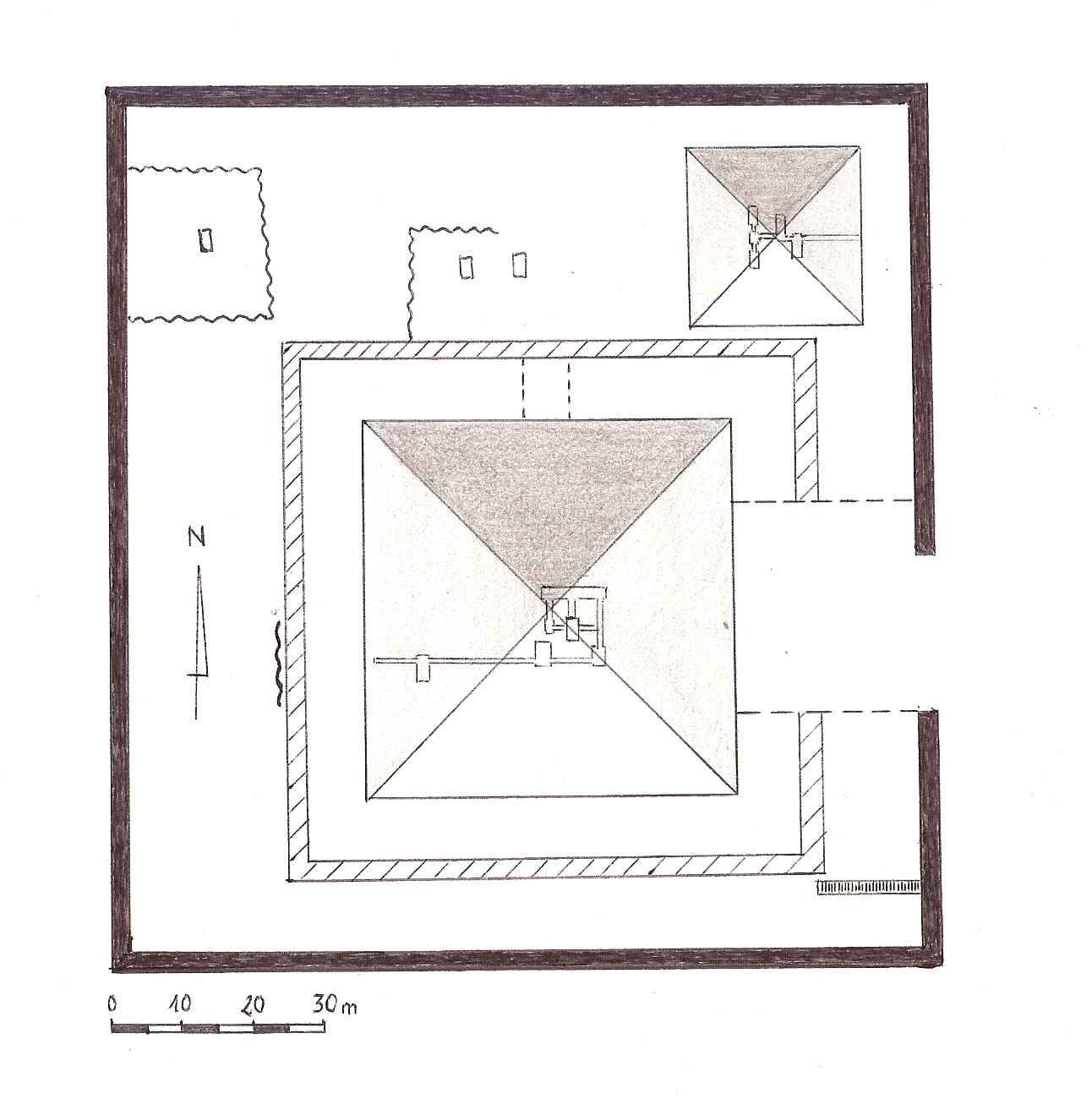
A piramiskomplexum alaprajza

Hendzser piramisa az ókori egyiptomi XIII. dinasztia egyik uralkodója, Hendzser nyughelyének épült. A piramis egy nagyobb komplexum része, tartozik hozzá egy halotti templom, egy kápolna és egy mellékpiramis. Két fal veszi körül. A piramis eredetileg 37 méter magas volt, mára teljesen romos állapotban van. Piramidionja, melyet Gustave Jéquier ásatásai során fedezték fel 1929-ben, azt mutatja, a piramist még a király életében befejezték. Ez a XIII. dinasztia egyetlen piramisa, melyről tudjuk, hogy teljesen elkészült.

## Feltárása
A piramist először a 19. század közepén kezdte meg Karl Richard Lepsius, aki XLIV. számon vette fel listájáta. A piramist Gustave Jéquier tárta fel 1929 és 1931 közt, és 1933-ban publikálta eredményeit.

## A piramiskomplexum
Hendzser piramiskomplexuma II. Pepi és III. Szenuszert piramisa között épült, Dél-Szakkarában. A fő piramis jelenleg romokban hever, főleg mert Jéquier ásatásai kárt tettek benne; romjai jelenleg csak egy méter magasak.

### A falak
A piramiskomplexum két kerítésfallal körülvett piramisból és más épületekből áll. A külső fal vályogtéglából épült; a fallal körülvett terület északkeleti sarkában kisméretű mellékpiramis áll, a XIII. dinasztia korából ismert egyetlen mellékpiramis. A belső fal mészkőből épült és falfülkék tagolják. Ez egy korábbi vályogtéglafal helyén épült, ami alapján Rainer Stadelmann feltételezte, hogy a hullámos kialakítású falat a kedveltebb, de időigényesebb falfülkés fal ideiglenes előzményeként emelték. A külső fallal körülvett terület délkeleti sarkában befejezetlen, elfalazott lépcső épült, ami talán a piramis tervezett alépítményének korábbi tervéhez tartozott, vagy egy befejezetlen déli sírhoz, amely az elhunyt uralkodó kája számára épült volna.

### Az északi kápolna

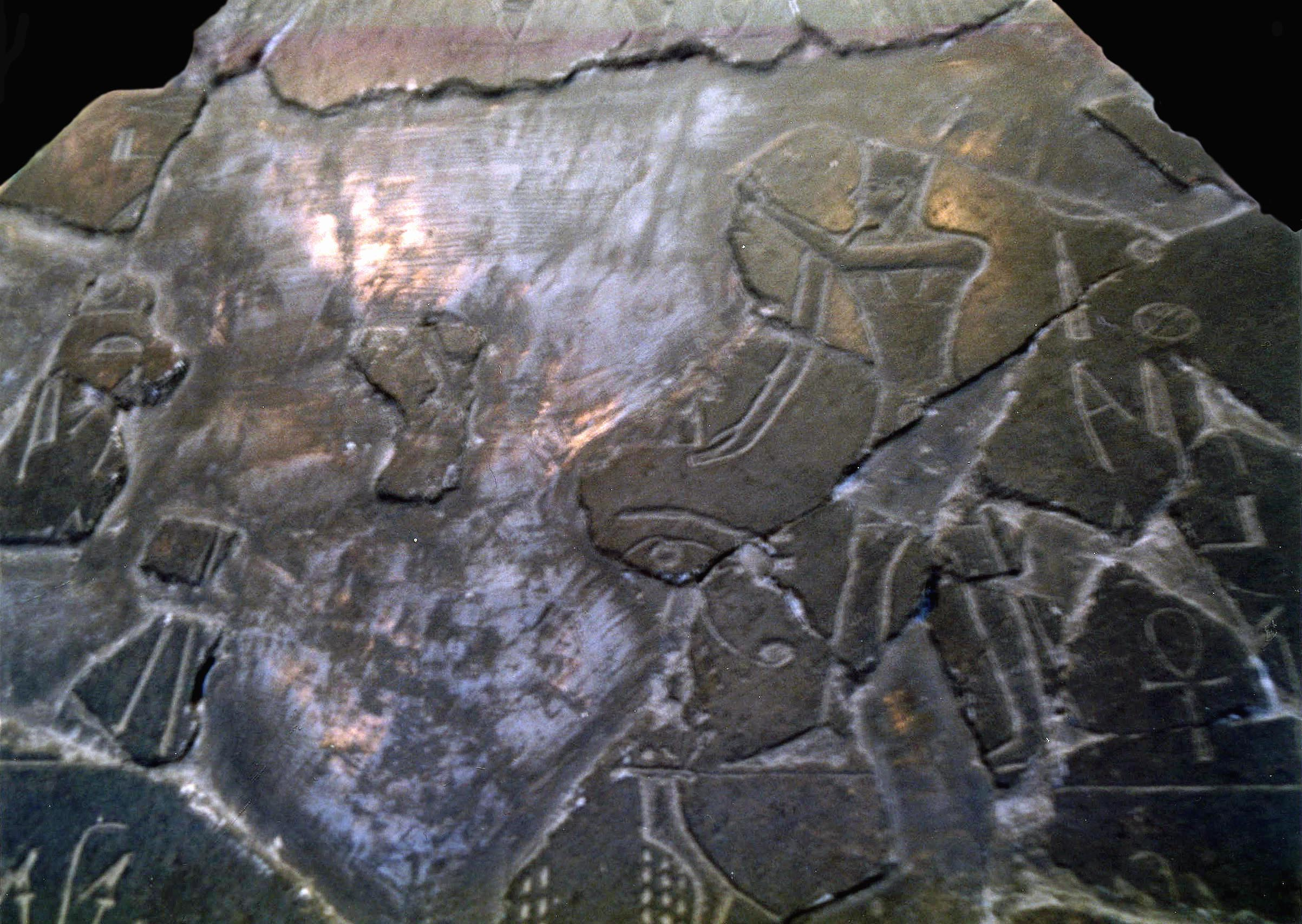
Hendzser piramisa piramidionjának északi oldala; a király Atum és Ré társaságában. Kairó, Egyiptomi Múzeum, JE 53045

A fő piramis északi oldala mellé közvetlenül, a belső kerítésfalon belülre egy kis kápolna épült. Az emelt alapzaton álló kápolnát kér lépcsőn lehetett megközelíteni. Északi falába sárga kvarcitból készült álajtó épült. Az álajtó elhelyezkedése szokatlan, mert a piramishoz legközelebbi, vagyis a déli falnál kellett volna állnia. A pár fennmaradt relieftöredék a szokásos jeleneteket ábrázolja, áldozatvivőkkel.

### A halotti templom
A piramis keleti oldalán állt a halotti templom, mely a piramistól kiindulva a belső és a külső kerítésfal által körülvett területen helyezkedik el. Így lehetségessé vált, hogy a templom külső része a belső falon kívül legyen, a belső szentély pedig azon belül. A templomból nagyon kevés maradt fenn, csak relieftöredékek, oszlopok és a padlózat részei.

## A piramis

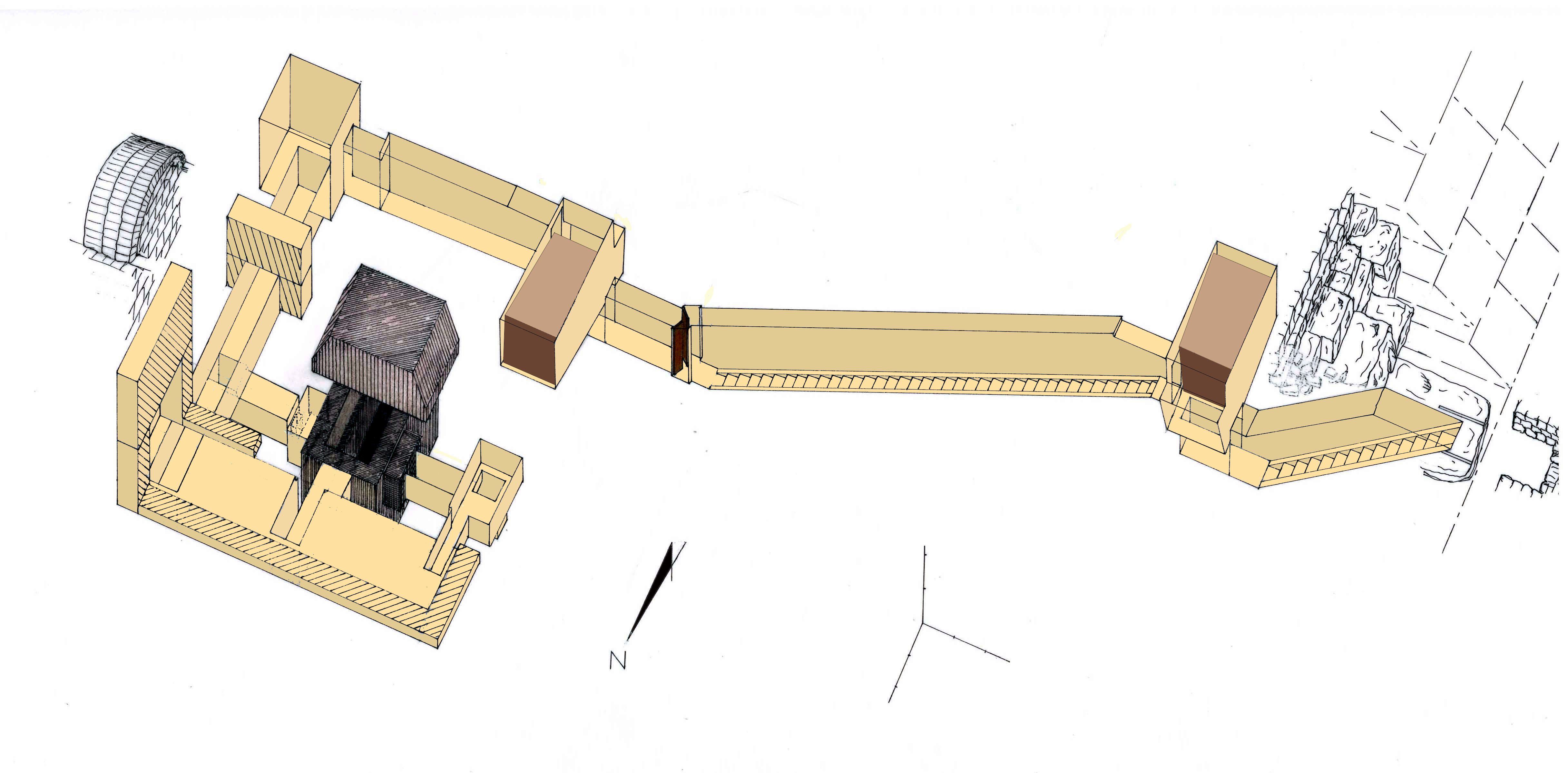
A piramis föld alatti kamráinak alaprajza

A piramis eredetileg 105 királyi könyök magas volt, azaz kb. 37 méter. Alapanyaga vályogtégla, ezt mészkőlapokkal fedték. A mészkövet később elhordták, így a vályogtégla belső mag védtelen maradt, és emiatt rossz állapotban maradt fenn, ma csak kb. egy méter magas.
A piramiskomplexum keleti oldalán töredékes fekete gránit piramidiont találtak, melyet Gustave Jéquier restaurált, és ma a kairói Egyiptomi Múzeumban található. A piramidion díszítésén Hendzsert, aki isteneknek mutat be áldozatot, uralkodói nevén, Uszerkaréként említik.
Az alépítmény bejárata a piramis nyugati oldalának keleti végében található. Egy 13 fokból álló lépcső vezet le egy kamrába, melyben hatalmas, fekete gránit kőtömb található, hasonló a középbirodalom idején épült mazghúnai piramisokban találtakhoz. Ezt eredetileg a sírkamra bejáratának lezárásához használták volna, de nem került a tervezett helyére. Ezen a kamrán túl 39 fokból álló lépcső vezet le egy zárt, kétszárnyú faajtóhoz. Ezen túl egy második kamra következik, melybe zárókő került volna, de ez is nyitva maradt. Innen kisebb előkamra nyílik, majd ebből újabb folyosó, melynek bejárata rejtve maradt az előkamra padlókövei alatt. Ez a folyosó vezet a sírkamrába.

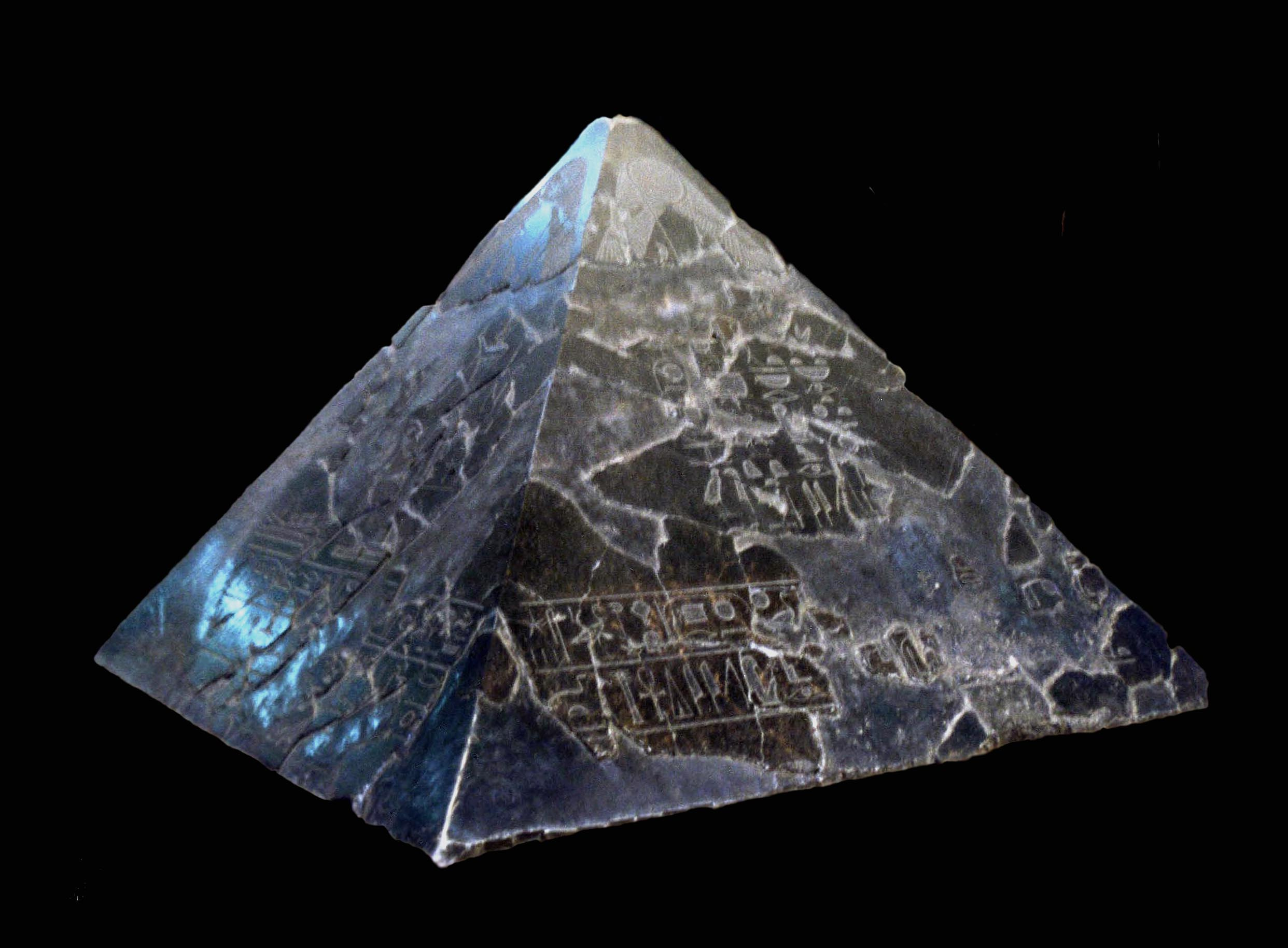
Hendzser piramisának piramidionja, Egyiptomi Múzeum, JE 53045

Hendzser piramisának második zárókő-kamrája, az ezt követő előkamra és folyosó egy hatalmas, a földbe ásott árok sarkában épült. A sírkamra, ami egyetlen hatalmas kvarcittömbből lett kialakítva, még a piramis építésének megkezdése előtt került az árokba, hasonlóan III. Amenemhat hawarai piramisának sírkamrájához. A kvarcittömb súlyát Jéquier 150 tonnára becsülte. A tömbbe két mélyedést vájtak az uralkodó koporsója, kanópuszládája és sírmellékletei számára. Tetejét két, egyenként 60 tonnás kvarcitgerenda alkotta. Amint a kőtömböt és tetejét a helyére tették, a munkások boltozatot alakítottak ki fölötte mészkőgerendákból, hogy enyhítsék a ránehezedő súlyt.
A boltozatot úgy zárták le, hogy az északi mennyezeti kőtömb tartógerendáit homokkal töltött aknákba állították, majd a homok eltávolításával a gerendák egyre lejjebb kerültek. A homok teljes távozása után a munkások a folyosón át jöttek ki, melynek bejáratát aztán elfalazták és az előkamra padlólapjaival fedték.

## A mellékpiramis

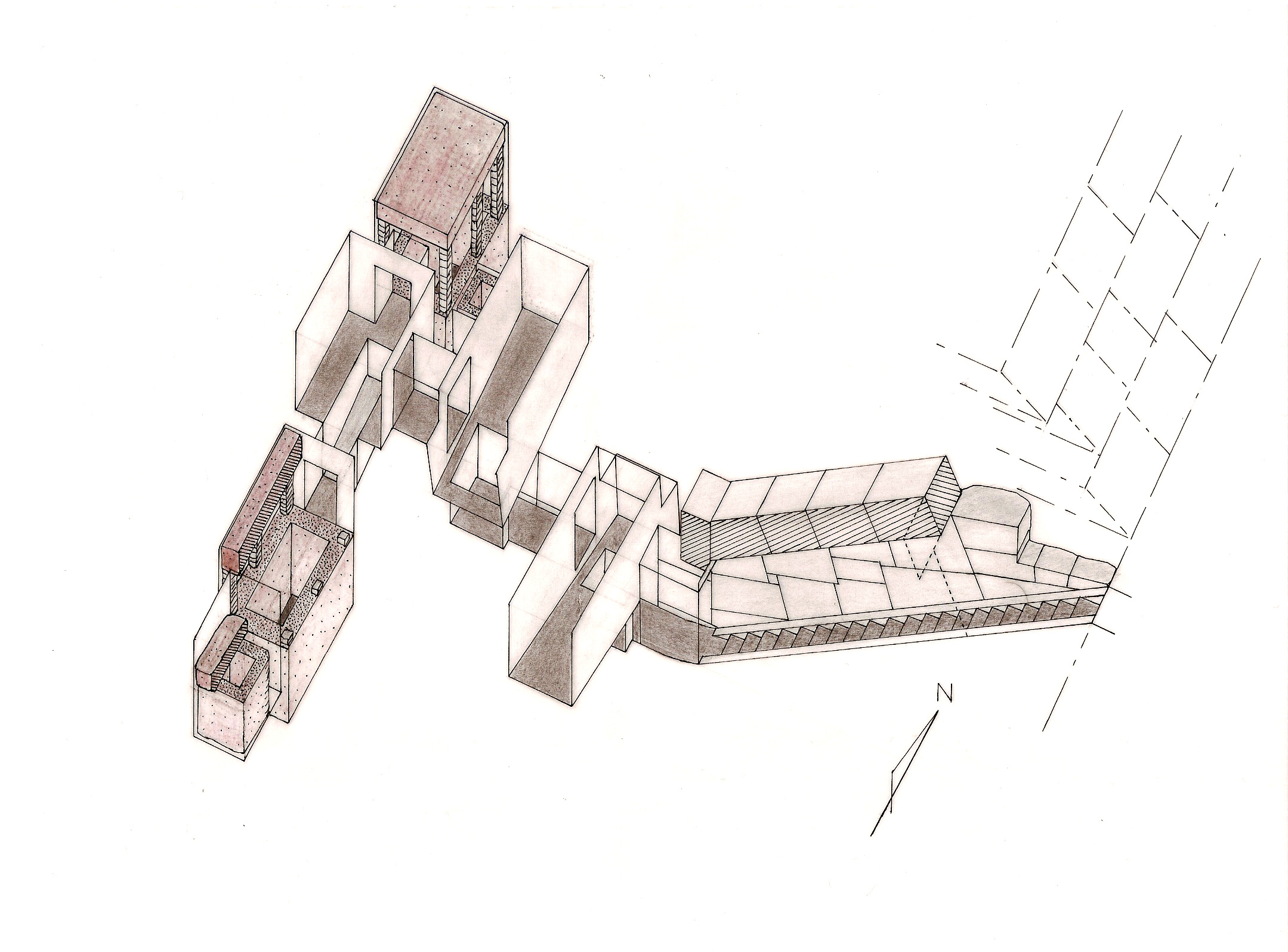
A mellékpiramis alépítményei

A piramiskomplexum északkeleti sarkában kis mellékpiramis áll, amelyet valószínűleg Hendzser két királynéja számára építettek. Jéquier aknasírokat is talált a közelben, ezek talán a királyi család további tagjai számára épültek. A piramis alépítményének a bejárata az alapzat keleti oldalán nyílik. Egy kis lépcső két zárókő-kamrába vezet, melyek hasonlítanak a fő piramisban találtakra. Ezek is nyitva maradtak. Innen egy előkamra következik, amelyből észak és dél felé egy-egy sírkamra nyílik, mindkettőt kikövezték és mindkettőben nagy méretű kvarcitkoporsó állt. Ezek fedele kövekre feltámasztva feküdt, ahogy a temetések előtt szokták; a koporsókat valószínűleg sosem használták. Valószínűleg váratlan esemény akadályozta meg a kisebbik piramis használatát, bár arra semmi nem utal, hogy magát a királyt nem temették el a fő piramisba. Kim Ryholt egyiptológus a második átmeneti korról írt tanulmányában arra a következtetésre jutott, hogy Hendzser utóda, Imiermesa erőszakkal foglalta el a trónt Hendzsertől.

## Külső hivatkozások
- The Pyramid Complex of Khendjer
- Egypt Sites. Pyramid and complex information. [2006. szeptember 4-i dátummal az eredetiből archiválva]. (Hozzáférés: 2006. május 21.)

## Fordítás
- Ez a szócikk részben vagy egészben  a   Pyramid of Khendjer című angol Wikipédia-szócikk ezen változatának fordításán alapul.  Az eredeti cikk szerkesztőit annak laptörténete sorolja fel. Ez a jelzés csupán a megfogalmazás eredetét és a szerzői jogokat jelzi, nem szolgál a cikkben szereplő információk forrásmegjelöléseként.